# 日本言語学会
日本言語学会（にほんげんごがっかい、英語: The Linguistic Society of Japan, LSJ）は、日本の学術研究団体の一つ。

## 概要
言語の科学的研究の進歩・発展に寄与することを目的として1938年（昭和13年）に設立された。京都市の中西印刷株式会社に事務局を置く。年2回大会を開催し、また年2回機関誌『言語研究』を発行している。

## 沿革
- 1938年
  - 2月 - 東京神田の学士会館において日本言語学会の設立を決議[4]。
  - 5月 - 第1回創立大会開催（東京帝国大学）、このとき白鳥庫吉、柳田國男らの講演も行われている[5][6]。
- 1942年10月 - 第9回講演会開催（東京帝国大学）。
- 1943年～1945年
  - この間、戦時下にあって研究大会や講演会・例会等の活動詳細は不明[5]。
  - 『言語研究』の発刊は1944年から1948年にかけて休止（戦中の最後の発行は1943年3月）。
- 1946年5月 - 第8回大会開催（東京大学）。
- 1964年5月 - 第50回大会開催（国際基督教大学）。
- 1990年6月 - 第100回大会開催（東京大学）。
- 2015年6月 - 第150回大会開催（大東文化大学）。

## 歴代会長
|      | 氏名       | 任期                   |
| ---- | ---------- | ---------------------- |
| 初代 | 新村出     | 1938年2月 - 1967年8月  |
| 2代  | 金田一京助 | 1967年8月 - 1971年11月 |
| 3代  | 高津春繁   | 1971年11月 - 1973年3月 |
| 4代  | 柴田武     | 1973年4月 - 1975年3月  |
| 5代  | 服部四郎   | 1975年4月 - 1977年3月  |
| 6代  | 泉井久之助 | 1977年4月 - 1979年3月  |
| 7代  | 西田龍雄   | 1979年4月 - 1981年3月  |
| 8代  | 川本茂雄   | 1981年4月 - 1983年3月  |
| 9代  | 井上和子   | 1983年4月 - 1985年3月  |
| 10代 | 国広哲弥   | 1985年4月 - 1988年3月  |
| 11代 | 小泉保     | 1988年4月 - 1991年3月  |
| 12代 | 松本克己   | 1991年4月 - 1994年3月  |
| 13代 | 梅田博之   | 1994年4月 - 1997年3月  |
| 14代 | 柴谷方良   | 1997年4月 - 2000年3月  |
| 15代 | 早田輝洋   | 2000年4月 - 2003年3月  |
| 16代 | 庄垣内正弘 | 2003年4月 - 2006年3月  |
| 17代 | 上野善道   | 2006年4月 - 2009年3月  |
| 18代 | 影山太郎   | 2009年4月 - 2012年3月  |
| 19代 | 梶茂樹     | 2012年4月 - 2015年3月  |
| 20代 | 窪薗晴夫   | 2015年4月 - 2018年3月  |
| 21代 | 田窪行則   | 2018年4月 - 2021年3月  |
| 22代 | 福井直樹   | 2021年4月 - 2024年3月  |
| 23代 | 定延利之   | 2024年4月 - 現職       |

## 学会活動
日本言語学会は、国内における言語学に関する諸学会のうち、もっとも古くそしてもっとも多くの会員数（2021年11月時点で国内通常会員1535人、団体会員64団体など）を誇る。大会での発表ないし機関紙での発表は、特定の分野に偏ることなくさまざまな研究領域からの論文が発表されている。1998年（平成10年）から隔年で夏期講座を催し、第一線で活躍する研究者によるセミナーを開講している。

## その他
2013年に開かれた第147回大会において、口頭発表のうち1件に剽窃の疑いがあるとの聴衆の指摘を受け調査を行ったところ、剽窃による発表であったことが判明した。これを受けて、学会側は大会プログラムおよび大会発表要旨から当該の口頭発表に関する情報を削除した。